# Riksdagen 1882
Riksdagen 1882 ägde rum i Stockholm.
Riksdagens kamrar sammanträdde i gamla riksdagshuset den 16 januari 1882. Riksdagsarbetet inleddes ceremoniellt genom riksdagens högtidliga öppnande i rikssalen på Stockholms slott. Riksdagen avslutades den 22 maj 1882.